# Августдорф (2025)
«Августдорф» — український документальний фільм, створений восени 2024 року командою Суспільне Івано-Франківськ. Присвячений історії зниклої в 1939 році німецької колонії Августдорф поблизу міста Снятин на Прикарпатті. Авторами фільму є журналіст Степан Пенкалюк та історик Андрій Бойда.
Прем'єра стрічки відбулась 25 січня 2025 року на YouTube та на офіційних сторінках Суспільне Івано-Франківськ у соцмережах. Єдина офлайн-презентація фільму відбулась у Снятині 5 червня 2025 року.

## Зміст
У документальній стрічці висвітлюється історія німецької колонії Августдорф, заснованої в XIX столітті на території сучасної Івано-Франківської області. Автори розповідають про становлення, розвиток та зникнення колонії, зокрема німецьке шкільництво, релігійне життя (кірха), господарство та про долю мешканців Августдорфа під час Першої світової війни, у міжвоєнний час та у радянський період.
Фільм базується на архівних джерелах, польових дослідженнях, свідченнях місцевих жителів та особистому дослідженні історика Андрія Бойди. Значну увагу приділено збереженій німецькій кірсі колонії, старому та новому цвинтарю, звичаям та традиціям колоністів. Окремо звернуто увагу на заселення колонії замішанцями з села Бонарівка (1945), лемками (1946—1947) та ярослав'яками (1947). Серед локацій є оригінальні будинки німецьких колоністів, зокрема будинок коваля Філіпа Коппа.
У фільмі показані історії українських родин Станчаків, Хом'яків, Костинюків.

## У ролях

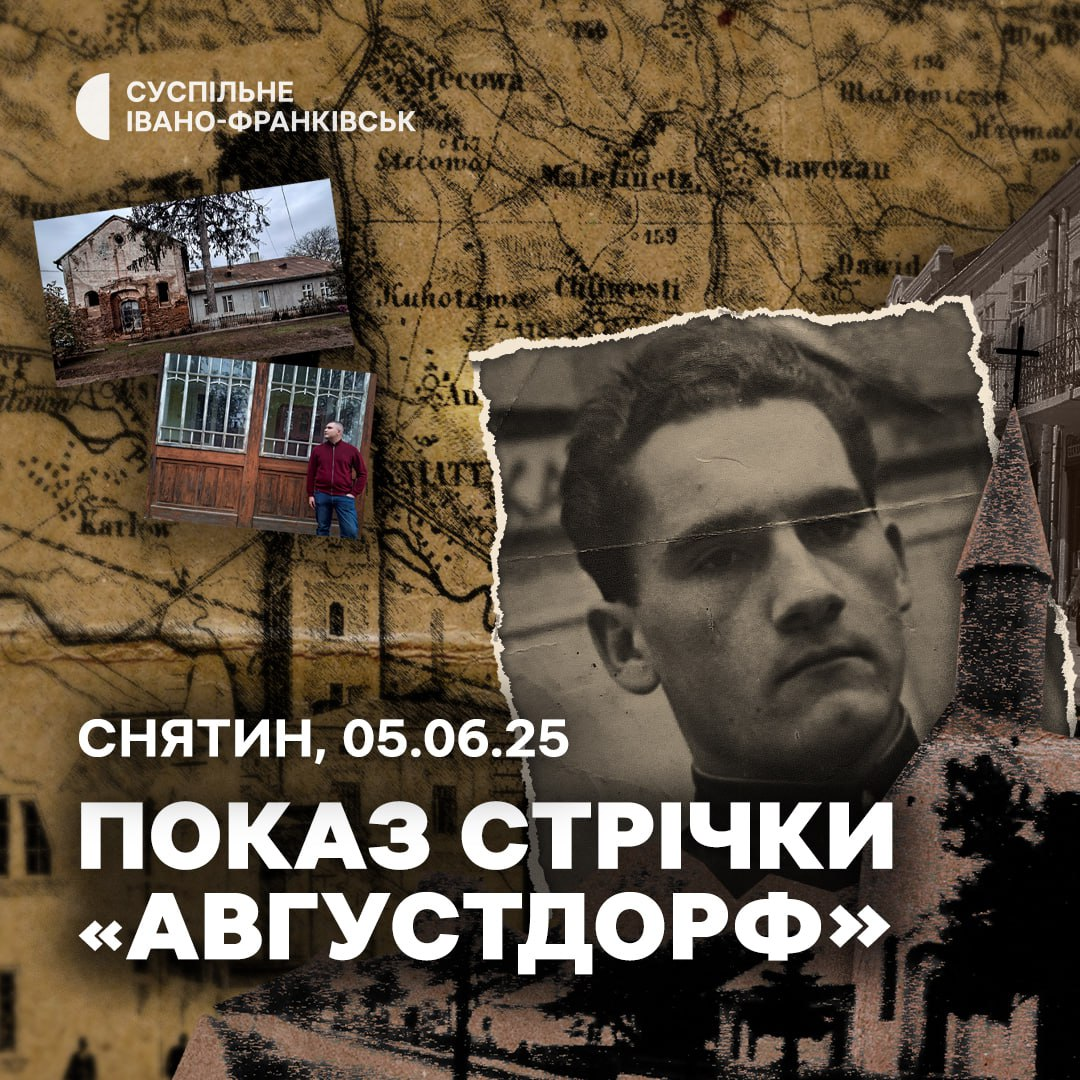
Анонс презентації фільму про Августдорф у Снятині 5 червня 2025.

| Актор           | Роль                                 |
| --------------- | ------------------------------------ |
| Андрій Бойда    | історик, правнук жителів Августдорфа |
| Іван Хом'як     | житель Августдорфа, замішанець       |
| Тетяна Савчук   | онука жителів Августдорфа            |
| Леся Столярська | онука жителів Августдорфа            |

## Прем'єра
Прем'єра фільму відбулася 25 січня 2025 року на YouTube-каналі Суспільне Івано-Франківськ. Ініціатором фільму виступив Андрій Бойда, який представив архівні матеріали з фондів Державного архіву Івано-Франківської області, родинні реліквії та інші знахідки, зібрані в межах дослідження колоністів Снятинщини.
5 червня 2025 року у Снятинському Будинку культури відбувся офлайн-показ фільму. Подію відвідали близько 70 осіб, включно з місцевими жителями та представниками окремих органів місцевої влади. Після показу відбулося обговорення з авторами фільму.

## Нагороди
- У 2025 році історик Андрій Бойда відзначений літературно-мистецькою премією імені Марка Черемшини за створення цього фільму та за популяризацію історії Покуття[5][6].